# Heltal
[[File:{\displaystyle \mathbb {Z} }|Mængden af hele tal
betegnes med bogstavet Z 
med dobbeltstreg
(tysk Zahl).px|class=noviewer|]]
Heltal er tal der kan skrives uden brug af brøker eller decimaler. De er en udvidelse af de naturlige tal {\displaystyle \mathbb {N} }; hvis man begrænser sig til kun at bruge de naturlige tal, vil der være visse subtraktioner der ikke kan beregnes (når man trækker et større tal fra et mindre). For at sådanne regnestykker skal give mening, er det nødvendigt at udvide de naturlige tal med ikke blot tallet 0, men også de negative hele tal.
Indenfor matematikken opererer man med en talmængde, kaldet {\displaystyle \mathbb {Z} } (Unicode ℤ), som omfatter alle hele tal, positive som negative samt nul.

## Generaliseringer
Et gaussisk heltal er et komplekst tal (a + ib) hvor både real-delen (a) og imaginær-delen (b) er almindelige heltal, for eksempel, 1, 2, 1+2i, 10i, 17 − 8i.
Et eisensteinsk heltal er et komplekst tal af formen a +wb, hvor w er
{\displaystyle w=\left({\frac {1-i{\sqrt {3}}}{2}}\right)}
Hvis et tal er et almindeligt heltal er det også et gaussisk og eisensteinsk heltal.

## Bøger
- Carstensen, Jens & Frandsen, Jesper (1990): Obligatorisk matematik. Forlaget Systime, Herning. ISBN 87-7783-630-8
- Holth, Klaus m.fl. (1987): Matematik Grundbog 1. Forlaget Trip, Vejle. ISBN 87-88049-18-3